# Pleun Strik
Pleun Strik (Roterdã, 27 de maio de 1944 - 14 de julho de 2022) foi um ex-futebolista neerlandês, que atuava como defensor.

## Carreira
Pleun Strik fez parte do elenco da Seleção Neerlandesa de Futebol que disputou a Copa do Mundo de 1974.

## Títulos
- Países Baixos
  - Vice-Copa do Mundo de 1974

## Ligações Externas
- Perfil em FIFA.com (em inglês)